# George Tomasini
Pour les articles homonymes, voir Tomasini.
George Tomasini est un monteur américain né le 20 avril 1909 à Springfield, Massachusetts et décédé le 22 novembre 1964 à Hanford.

## Filmographie
- 1947 : Les Corsaires de la terre (Wild Harvest) de Tay Garnett
- 1952 : Le Cran d'arrêt (The Turning Point) de William Dieterle
- 1953 : Stalag 17 de Billy Wilder
- 1953 : Houdini le grand magicien (Houdini) de George Marshall
- 1954 : La Piste des éléphants (Elephant Walk) de William Dieterle
- 1954 : Fenêtre sur cour (Rear Window) de Alfred Hitchcock
- 1955 : La Main au collet (To Catch a Thief) de Alfred Hitchcock
- 1956 : L'Homme qui en savait trop (The Man Who Knew Too Much) de Alfred Hitchcock
- 1956 : Le Faux coupable (The Wrong Man) de Alfred Hitchcock
- 1957 : Hear Me Good
- 1958 : Sueurs froides (Vertigo) de Alfred Hitchcock
- 1958 : Les Monstres sur notre planète (I Married a Monster from Outer Space)
- 1959 : La Mort aux trousses (North by Northwest) de Alfred Hitchcock
- 1960 : La Machine à explorer le temps (The Time Machine) de George Pal
- 1960 : Psychose (Psycho) de Alfred Hitchcock
- 1961 : Les Désaxés (The Misfits) de John Huston
- 1962 : Les Nerfs à vif (Cape Fear) de J. Lee Thompson
- 1962 : Les Oiseaux (The Birds) de Alfred Hitchcock
- 1963 : Who's Been Sleeping in My Bed?
- 1964 : Le Cirque du docteur Lao (7 Faces of Dr. Lao)
- 1964 : Pas de printemps pour Marnie (Marnie) de Alfred Hitchcock
- 1965 : Première victoire (In Harm's Way) de Otto Preminger